# Szendi József
Szendi József (Székesfehérvár, 1921. október 31. – Veszprém, 2017. július 23.) magyar katolikus pap, 1983 és 1993 között veszprémi püspök, majd 1997-ig érsek.

## Pályafutása
A teológiát Budapesten végezte, ahol 1944. december 24-én pappá szentelték. 1946-ban teológiai doktorátust szerzett. Kezdetben Zsámbékon, 1945-től Csákváron, 1946-tól Pesthidegkút-Remetekertvárosban volt káplán, majd Székesfehérvárott hitoktató. 1948-ban a szeminárium prefektusa, teológiai tanár lett, 1952-től kórházlelkész. 1957 márciusában a rendőrség kb. 3 hétre letartóztatta a MÚK (Márciusban újrakezdjük) mozgalomban való állítólagos részvétele miatt. A 36. sz. zárkában tartották fogva, ahonnan március 24-én szabadult, s ekkor Csepel-Királyerdőn lett lelkész. 1959-től Pákozd plébánosa. 1969-től Esztergomban mint a szeminárium spirituálisa és dogmatikatanára dolgozott. 1980-tól székesfehérvári kanonok.

### Püspöki pályafutása
1982. április 5-én stephaniacumi címzetes püspökké és veszprémi apostoli adminisztrátorrá nevezték ki. Április 21-én szentelték püspökké Esztergomban. 1983. szeptember 3-án foglalta el a veszprémi püspöki széket. Így ő lett Veszprém századik püspöke.
1993. május 30-án, II. János Pál pápa „Hungarorum gens” kezdetű bullájával átrendezte a magyarországi egyházmegyéket, és ennek keretében új érsekséggé és metropolitai székhellyé tette a veszprémi püspökséget, melynek ezáltal Szendi József lett első érseke. Az érseki palliumot június 29-én vette át.
1997. augusztus 14-én vonult nyugalomba. Ettől kezdve a veszprémi Papi Otthonban élt, de továbbra is aktívan lelkipásztorkodott, számos meghívásnak tett eleget. 2017. július 23-án, 96 éves korában hunyt el a veszprémi kórházban.

## Elismerései
- Hit Pajzsa-díj (2005)[7]
- A Magyar Köztársasági Érdemrend középkeresztje (2011)
- Székesfehérvár tiszteletbeli polgára (2016)[8]

## Művei
- Szendi József–Gyűrű Géza: Hétköznap is szól az Úr. Elmélkedések a napi evangéliumról; Szent István Társulat, Bp., 1989
- Számvetés. Szendi József érsek emlékezései; magánkiadás, Veszprém, 2003
- Krisztus Jézusban élni. Szent Pál apostol tanítása a keresztény életről; Jel, Bp., 2006
- Krisztus Jézusban élni. Szent Pál apostol tanítása a keresztény életről; 2. bőv. kiad.; Jel, Bp., 2007
- Bölcsességre neveljük szívünket. Szendi József nyugalmazott veszprémi érsek visszaemlékezései; beszélgetőtárs Elmer István; Szent István Társulat, Bp., 2010 (Pásztorok)